# فيكرز فالينت
الطائرة فيكرز فالينت طائرة بريطانية ذات أربع محركات نفاثة ضمن القوات الجوية الملكية البريطانية قاذفات الV "قاذفات ال V هي اختصار لأوائل أسماء القاذفات الإستراتيجية ضمن القوات الجوية البريطانية والتي تتكون من القاذفة أفرو فولكان[بحاجة لمصدر] والقاذفة فيكرز فالينت والقاذفة هاندلي بيج فيكتور خلال الستينات والخمسينات. في البداية صممت الطائرة للتحليق على ارتفاعات شاهقة كقاذفة إستراتيجية ولكن تحول دورها مثل باقي قاذفات ال V إلى القذف من ارتفاعات منخفضة وسبب هذا التحول أدى إلى ظهور العديد من المشكلات وخصوصا في الأجنحة حيث سبب ذلك بعض التاكلات وذلك بسبب استخدام خليط من المعادن غير مناسب للتحليق على ارتفاعات منخفضة بسبب تصميم الطائرة البسيط وعدم المقدرة على تغيير الأدوار القتالية للقاذفة وقوة المضادات السوفيتية لمجابهة قاذفات الV.كما شاركت في العدوان الثلاثي على مصر وكانت ضمن قوى الردع ضد الاتحاد السوفيتي. علما بان أول قاذفة بدأت في العمل من سرب القاذفات V هي القاذفة الإستراتيجية فيكرز فالينت والتي تم تحويل مهامها قبل إن يتم إخراجها من الخدمة إلى طائرة تزويد بالوقود.

## النشأة والتطوير
في شهر نوفمبر من عام 1944 قامت لجنة الحرب التقنية المشتركة ولجنة أخرى برئاسة المخترع البريطاني السيد هنيرى تيزارد SIR HENRY TIZARD بدراسة للحروب المستقبلية المحتملة وخلصت الدراسة بتقديم توصيات محددة إلى مستقبل القاذفات في القوات الجوية الملكية البريطانية. وفي عام 1946 طلبت القيادة الجوية الملكية البريطانية بصناعة قاذفة ثقيلة ذات أربع محركات نفاثة تكون قادرة على حمل الأسلحة النووية والتحليق السريع في الارتفاعات الشاهقة ودون إن تكون مسلحة بأسلحة دفاعية تكون مشابهة أو بديلة للقاذفة البريطانية آفرو لينكون حتى تكون رادعا للاتحاد السوفيتي.
وفى يناير 1947 حدد وزير الطيران البريطانى المشروع b35/46 لتكون هي الطائرة القادرة على حمل سلاح نووى والطيران بسرعة تقارب سرعة الصوت على ارتفاع 50000 قدم وحدد ثلاث شركات متنافسة وهم A.V.Roe وفيكرز-آرمستونجز وهاندلى باج للقيام يتنفيذ ذلك المشروع الذي يتضمن شروط صارمة يجب تنفيذها.وقامت شركتي آفرو وهاندلى بصناعة نموذج اختبار وبذلك تم إعطاء الضوء الأخضر للنموذجين في حالة فشل نموذج منهم في الاختبارات وأعطى الاسم القاذفة في كسائر القاذفات الإستراتيجية في القيادة الجوية الملكية وكانت شركة فيكرز-آرمستونجز غير جاهزة في ذلك الوقت ولكن كبير مهندسيين بها جورجي ادواردز ضغط على وزير الطيران البريطاني على أساس انه سيكون جاهز بالنموذج الخاص به في عام 1951 وسيبدأ إنتاج الطائرة في عام 1953.
كان صناعة وتطوير ثلاث قاذفات ثقيلة لتنفيذ مهمة واحدة يعتبر مضيعة للوقت والمال ولكن كان هناك تخوف من عدائية وإطماع الاتحاد السوفيتي في أوروبا لذلك كانت هناك حاجة ملحة للعمل بأسرع وقت. وفي أبريل من عام 1948 أصدرت القيادة الجوية الملكية باعتماد النموذج b.9\48 وذلك بتصميم شركة فيكرز-آرمستونجز التي فازت بعقود الإنتاج وفي شهر فبراير 1949 تم طلب نموذجين من الشركة الأول يحمل اسم Type 660 وتم اختيار أربع محركات Rolls-Royce RA.3 Avon engines، والنموذج الثاني تحت مسمى Type 667 وذلك للعمل بأربع محركات Armstrong Siddeley Sapphire.
وقام أول نموذج بالتحليق في 18 مايو 1951 كما وعد كبير المهندسين جورجي ادواردز وتم ذلك فقط بعد 27 شهر من إبرام العقد مع الشركة وكان الطيار الذي قام بالاختبارات هو الكابتن جوزف سامرز Joseph Summers الذي هو أيضا من قام بالسابق في اختبار النسخة الأولى من المقاتلة سبت فاير الذي أراد إضافة اختبار أخر مميز إلى تاريخه وكان الطيار المساعد له هو جاب برايس الذي خلف قائده بعد التقاعد وتم إعطاء النموذج الأول Type 660 الاسم فالينت والتي تعني الشجاع وتم اختيار الاسم بناء على استبيان طاقم شركة فيكرز-آرمستونجز.وفى يناير 1952 اشتعلت النيران في النموذج الأول أثناء الطيران وتم خروج جميع الطاقم منه باستثناء الطيار المساعد الذي أحتجز بسبب سقوط ذيل الطائرة وتم إجراء التعديلات على نظام الوقود الذي يعتقد انه سبب الاشتعال وتم تحليق النموذج الثاني Type 667 في 11 أبريل 1952 وكان مزود ب4 محركات RA.7 Avon.

## الخدمة العملية

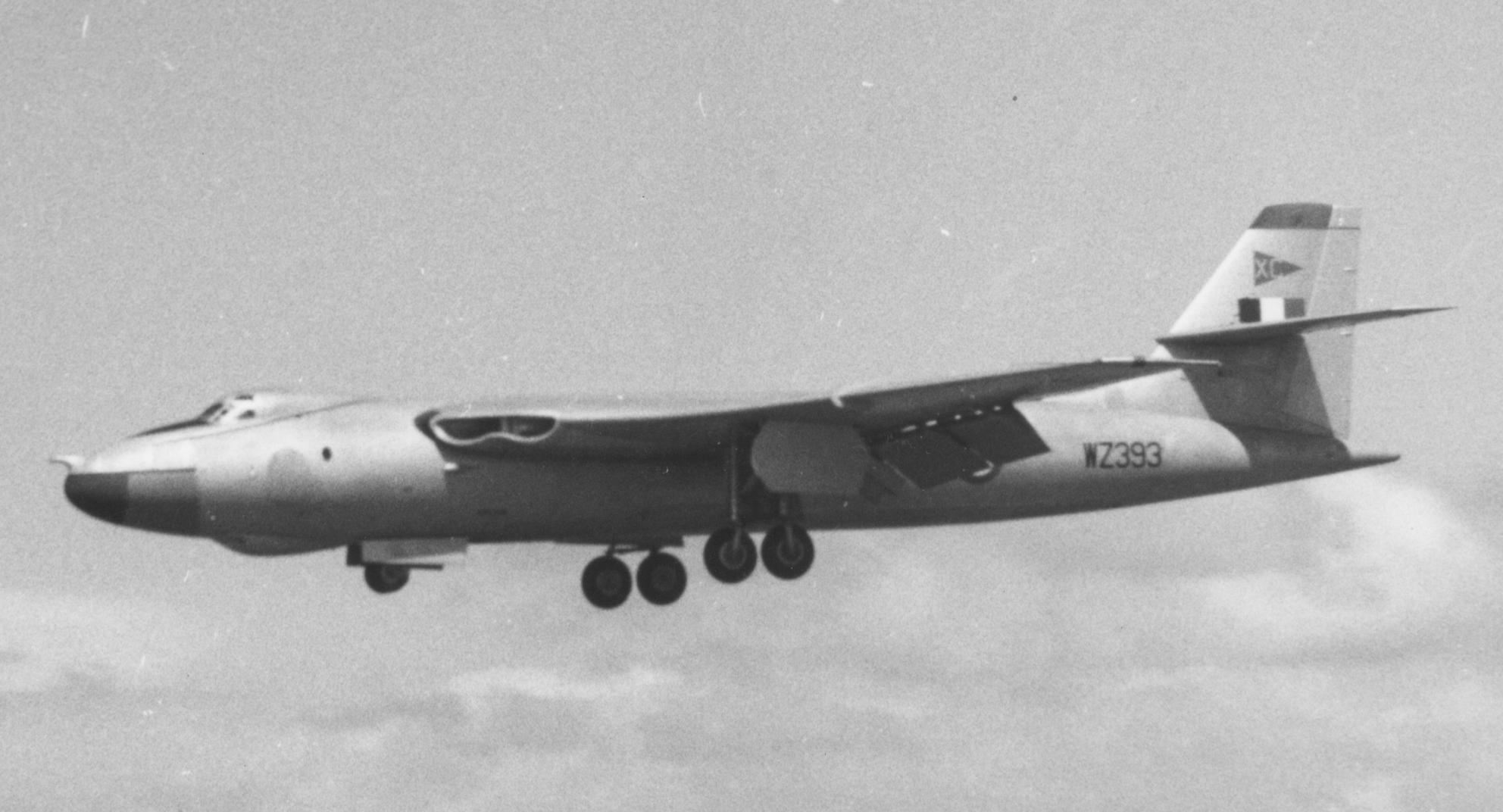
طائرة فيكرز فالينت (B.1) من السرب 90 تعرض في مطار بلاكبول سكويرز جيت

ومنذ دخول الطائرة إلى الخدمة وجاهزيتها انضمت إلى السرب 138 الذي كان مقره في قاعدة Gaydon وانضمت إلى سرب الردع النووى ثم تمركزت في قاعدة Wittering وبعد ذلك تم ادخل الطائرة إلى 9 اسراب أخرى. وكانت الطائرة Valiant B1 من السرب 49 أول طائرة تقوم بتجربة القنبلة الذرية البريطانية الأولى وذلك في منطقة جنوب أستراليا وذلك في 11 أكتوبر 1956.وفى 15 مايو 1957 قام السرب 49 أيضا بتفجير أول قنبلة بريطانية هيدروجينية التي سميت باسم Short Granite وقامت بتجربتها فوق المحيط تحت اسم العملية Grapple وفشلت التجربة ولكن بريطانيا أعادت التجربة مرة أخرى تحت اسم Grapple X Round A وذلك في نوفمبر 1957 ونجحت هذه المرة التجربة واستمرت التجارب إلى عام 1958 وقررت بريطانيا بالاكتفاء بهذه التجارب.
وفى اوقات السلم شاركت الطائرة في تدريبات القصف وحاولت استخدام موجات الراديو لتحديد اهداف مجهولة من ارتفاعات شاهقة وتم حساب نسبة الخطأ بعد كل القاء مجموعة من القنابل عن طريق الرادارات الأرضية وكذلك المراقبين وعندما تم ادخال نظام الملاحة والقصف THE NAVIGATION AND BOMBING SYSTEM (NBS) تم تحقيق نسبة اصابة الهدف من على ارتفاع 40000 قدم بنسبة خطا بعيد عن الهدف ما يقارب ال 90 متر.
والطائرة Valiant كانت أول طائرة تعتبر مخصصة للقتال الفعلي من فئة القاذفات (v bombers) إذ اشتركت في العدوان الثلاثى على مصر في عام 1956 وقامت بألقاء القنابل على اهداف داخل مصر وكانت الأهداف الأولية هي قصف سبع مطارات مصرية وتضررت 3 مطارات بشكل كبير وقامت الطائرة في هذه الحملة بإلقاء حوالي 842 طن من القنابل ولم تفقد أي قاذفة خلال العملية.
كذلك تم استخدام طائرات Valiant كطائرات إمداد وقود لإمداد الطائرات الأخرى وتم إضافة خزان وقود لها وخرطوم وذلك في أماكن وضع القنابل وكان يمكن إزالتها إذا دعت الحاجة واستخدام الطائرة كقاذفة إذا تم تجهيزها بالقنابل. ومن الأدوار الأخرى التي قامت بها الطائرة انه تم استخدامها كطائرات استطلاع وحرب اليكترونية إذ ا زودت بأجهزة تشويش وعمليات إلكترونية.
صممت Valiant للتحليق والقصف من ارتفاعات شاهقة ولكن في 1 مايو 1960 تم اصابة الطائرة الأمريكية لوكهيد يو-2 فوق اراضى الاتحاد السوفيتى بصاروخ Sam 2 وتسببت تلك الحادثة في تغيير مهمة الطائرة للقصف على ارتفاعات منخفضة وتم تدريب الاسراب التي تمتلك الطائرة للتحليق على ارتفاعات منخفضة ولكن ذلك سبب العديد من المشكلات والحوادث للطائرة وتم خروج الطائرة من الخدمة في عام 1965.

## الإصدارات
تتضمن ثلاث نماذج أساسية تم بناء 107 وحدة منها:

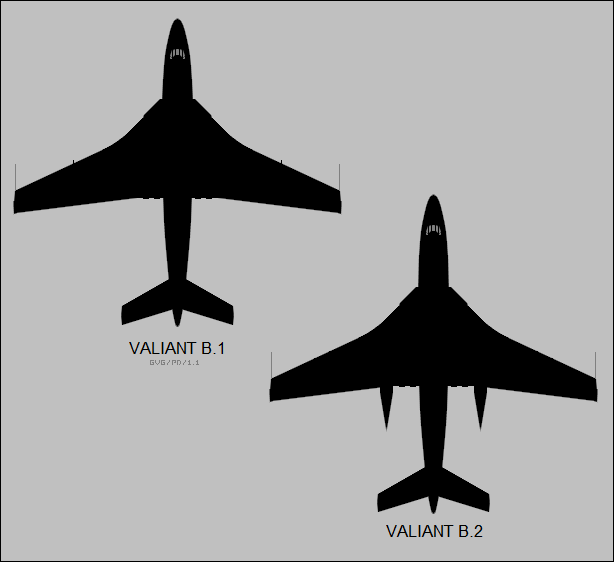
الفرق بين النموذجين B1 وB2

## النموذج الأول B1
- 36 قاذفةValiant B1 تم بناءها من هذا الإصدار والتي تم تضمين القاذفات التجريبية Type 674 التي تعتمد على محركات Avon RA.14 والتي تتشابه مع محركات Avon 201 وAvon 34 بالإضافة إلى تضمين القاذفة التجريبية Type 706 التي تم اعتمادها كنسخة أساسية التي تشتغل بمحركات Avon RA28 204.
- 11 قاذفة من نوع Type 710 Valiant B(PR)1 (bomber / photo-reconnaissance aircraft)التي استخدمت كطائرة للاستطلاع والتجسس حيث قرر المصمم ادواردز لجعل مكان القاء القنابل يحتوي على حامل للكاميرات عالية الدقة حيث تحتوي على ثلاث كاميرات من نوع افقي – افقي"trimetrogon" التي تستخدم لرسم الخرائط الطبوغرافية كما تم إضافة التصوير الليلي.
- 44 قاذفة Type 758 Valiant B(K)1Bomber/Tanker والتي صممت في البداية كقاذفات إستراتيجية ولكن تم تصميمها لكي تستوعب خزانات وقود مزودة بخراطيم قابلة للإزالة ولكن لم يستخدم كطائرة تزود بالوقود فعليا الا 16 قاذفة حتى عام 1959.
- 13 قاذفة من طرازValiant Type733 B.PR(K).1 والتي استخدمت كطائرة تزود بالوقود وطائرة استطلاع ولكن الأغلب كانت تستخدم كطائرة استطلاع.

تم تعديل 8 قاذفات Valiant بالإضافة إلى إحدى القاذفات المستخدمة للاختبارات لكي تستخدم كطائرة مضادة لإلكترونيات والتي كانت مجهزة بمعدات التشويش AN/APT-16A وAN/ALT-7 ومعدات استقبال واعتراض الإشارات الإلكترونية.

## النموذج المتقدم Valiant B2
الذي كان يطلق عليه Black Bomber القاذفة السوداء وذلك بسبب طلاءها الأسود البراق والتي كانت تعتبر كقاذفة خاطفة لكي تتمكن من اختراق مناطق العدو على ارتفاعات منخفضة وتحديد الأهداف المقصودة بواسطة نيران الإشارة أو المشعلات المضيئة لكي تسمح للقاذفات الأخرى ضرب الأهداف وتم طلب 17 قاذفة قاذفتين كنموذج للاختبار وال15 الباقية تعتبر كقاذفة عملية ولكن تم اتمام بناء قاذفة واحدة في عام 1952 وبدات التحليق السنة التي تليها.

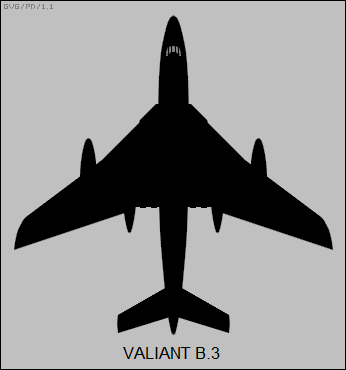
Vickers Valiant B3

## النموذج الثالث B3
قدمت شركة فيكرز-آرمستونجز القاذفة Vickers Valiant B3 في عام 1952 الذي يضم أجنحة جديدة وضخمة من نوع sweepback مشابهة لأجنحة القاذفة الأمريكية B52 التي كانت تعتبر ذات أداء متميز للارتفاعات الشاهقة لكن تم إلغاء الإصدار بسبب تركيز القوات الجوية البريطانية على إصدار مختلف.
المملكة المتحدة البريطانية.
القوات الجوية الملكية

## القواعد
ضمن القواعد التالية التابعة للقوات الجوية الملكية
- قاعدة Gaydon
- قاعدة Finningley
- قاعدة Honington
- قاعدة Marham
- قاعدة Wittering
- قاعدة Wyton

## الأسراب المشغلة

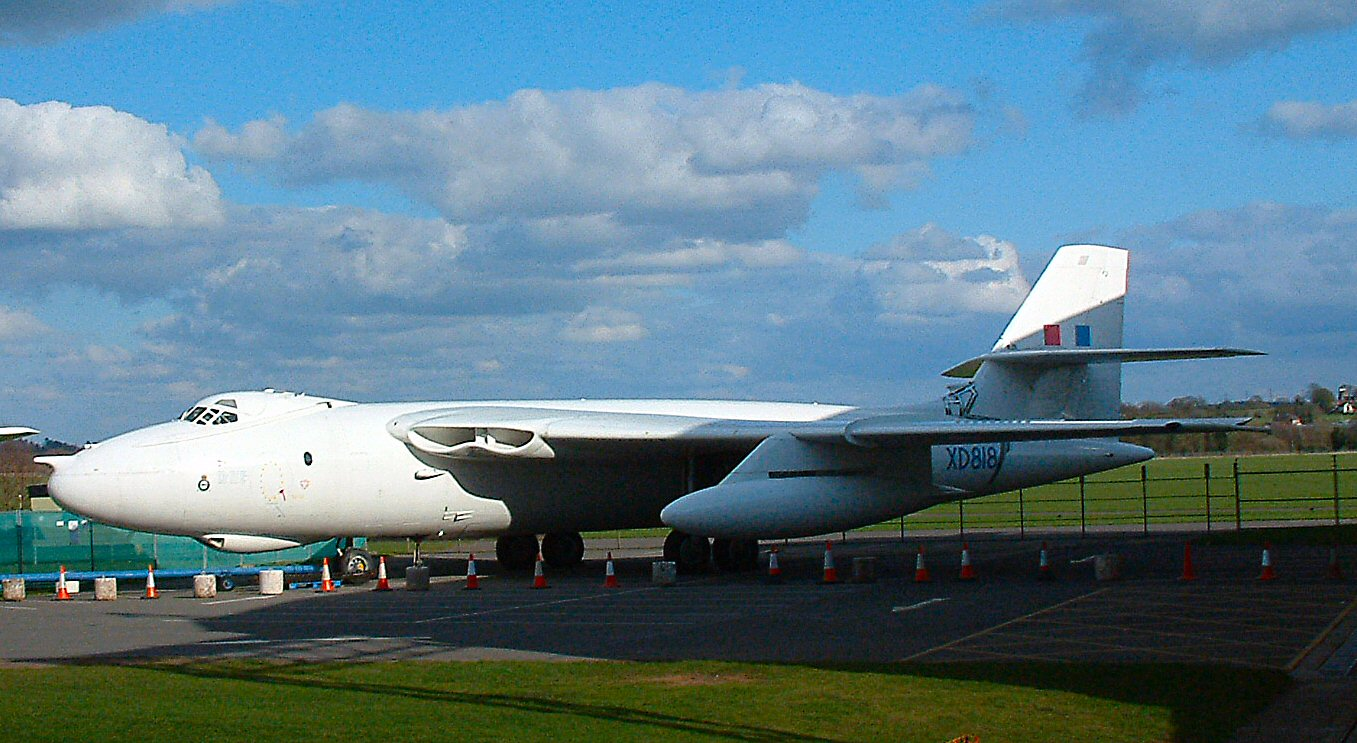
القاذفة البريطانيةVickers Valiant B1 في متحف كاسفورد التابع للقوات الجوية الملكية البريطانية

- السرب السابع
- السرب الثامن عشر
- السرب التاسع والأربعون
- السرب التسعون
- السرب 138
- السرب 148
- السرب 199
- السرب 207
- السرب 214
- السرب 543
- السرب 232
- السرب 1321

## القاذفات المتواجدة
- القاذفة Vickers Valiant B1 Xd818 متحف القوات الجوية الملكية البريطانية Cosford والتي تم عرضها بجانب القاذفة أفرو فولكان والقاذفة Handly Page Victor.
- قمرة قيادة القاذفة القاذفة XD816 في متحف Brooklands.
- والقاذفة XD875 في متحف Aviation التابع لمطار إنفرنيس.
- قمرة القيادة للقاذفة Xd826 المتواجدة في مدينة إسكس.
- مقدمة القاذفة XD857 تم عرضها في متحف في مدينة Fixton.[4]

## الحوادث
- 12 من يناير عام 1925 تحطم النموذج الأول المسمى ب WB210.
- 29 يوليو عام 1955 تحطم النموذج Valiant B1 WP222 التابعة للسرب 138 أثناء الإقلاع من قاعدة Wittering التابعة للقوات الجوية البريطانية ودلك بسبب خلل في اتزان الطائرة مما أدى مقتل جميع أفراد طاقمها الأربعة.
- 1 مايو من عام 1956 تحطمت القاذفة Valiant B1 WP202 التابعة للمؤسسة الملكية وذلك بسبب فقد الطاقم السيطرة على الطائرة وتحطمت أثناء محاولة الهبوط على منتزهات Southwick Recreation Ground.
- 13 سبتمبر من عام 1957 اشتعلت النيران في القاذقة ValiantB(PR)K1 WZ398 التابعة للسرب 543 وهي متواجدة في حظيرة الطائرات التابعة للقوات الجوية الملكية في قاعدة Wyton ولم يتم إصلاحها.
- 11 سبتمبر من عام 1959 سقطت القاذفة Valiant BK1 XD869 التابعة للسرب رقم 214 بعد اقلاعها ليلا من قاعدة Marham التابعة للقوات الجوية الملكية البريطانية.
- 12 أغسطس من عام 1960 أثناء اقلاع القاذفة Valiant BK1 XD8864 من السرب السابع من قاعدة ًWittering التابعة لسلاح الجو الملكي حدث خلل أثناء ادخال عجلة المقدمة للقاذفة مما أدى إلى اصطدامها بالطائرات المتوقفة وتحطمها في مطار Spanhone المهجور.
- 11 يوليو من عام 1961 قامت القاذفة B1 WP205 التابعة لمؤسسة التسليح والتجارب بتجاوز المدرج والاصطدام بإحدى شاحنات التحكم في Boscombe Down.
- 3 نوفمبر 1961 قامت القاذفة Valiant B(PR)K1WZ399 التابعة للسرب 543 بمحاولة الإقلاع من قاعدة القوات الجوية الأمريكية Offut ولكن حدث خلل فني مما أدى إلى اشتعال النيران في القاذفة بعد تجاوزها المدرج وسقوطها على خط للسكك الحديدية.
- 4 مارس من عام 1961 فشلت القاذفة Valiant B1 WP200 في قاعدة RRFU Pershore من اتمام الإقلاع مما أدى إلى سقوطها وتحطمها.
- 6 مايو من عام 1964 سقطت القاذفة Valiant B1 WZ363 من السرب 148 أثناء المساء في مدينة Market Rasen.
- 23 مايو من عام 1964 فشلت القاذفة Valiant B(PR)K11WZ396 التابعة للسرب 543 من الهبوط في قاعدة Manston التابعة لسلاح الجو الملكي بسبب خلل في العجلات مما أدى إلى إضافة الرغوة على المدرج لكي تتمكن القاذفة من الهبوط لم يتم إصلاحها.

## الخصائص بالنسبة للقاذفة (B1)

### الخصائص العامة
- الطاقم: طيار ومساعده وملاحان وظابط اليكترونيات.
- الطول: 32.99 متر
- باع الجناح: 34.85 متر
- الارتفاع: 9.8 متر
- مساحة الجناح: 219 متر مربع
- الوزن فارغة: 34.491 كلجم
- الوزن الأقصى للإقلاع: 63.600 كلجم
- المحركات: 4 محركات من نوع Rolls-Royce Avon RA28 Mk 204

### الأداء
- أقصى سرعة: 913 كلم/ساعة
- المدى :7.241 كلم
- أقصى ارتفاع :16.500 متر
- قوة الدفع بالنسبة للوزن:20 متر/ثانية

### التسليح
- قنبلة من نوع Blue Danub تزن 4500 كلجم
- 21 قنبلة تزن كل واحدة 450 كلجم[بحاجة لمصدر]